# Hala widowiskowo-sportowa RCS w Lubinie
Hala widowiskowo-sportowa RCS w Lubinie – hala przeznaczona do organizacji imprez sportowych i rozrywkowych, mieszcząca się w Lubinie przy ul. Odrodzenia 28B.
Została wybudowana w latach 2012–2014, otwarto ją w 2014. Podczas rozgrywek sportowych może pomieścić 3714 osób, natomiast podczas imprez rozrywkowych liczba widzów wzrasta do 4500 osób. Arena główna posiada boisko o wymiarach 45 m × 24 m (wysokość 18,25 m); można ją podzielić za pomocą dwóch specjalnie zamontowanych kurtyn na trzy mniejsze boiska wymiarach 15 m × 8 m. Użytkowana przez męski klub siatkówki Cuprum Lubin oraz sekcje piłki ręcznej kobiet i mężczyzn Zagłębia Lubin. Halę użytkował również w meczach Euroligi męski zespół koszykówki Turów Zgorzelec. W obiekcie odbywały się mecze reprezentacji Polski koszykarzy i piłkarek ręcznych.